# 張士鎬
張士鎬（1484年—？），字景周，直隸徽州府歙縣人，民籍，明朝政治人物。

## 生平
弘治十七年（1504年）甲子科應天府鄉試第六十二名舉人。正德六年（1511年）中式辛未科會試第一百五十四名，登第三甲第三名進士。授大理寺評事。武宗南巡之爭期間，抗疏諫，遭廷杖，謫南京刑部照磨。嘉靖四年官廣信府知府，後官至浙江按察司副使。

## 家族
曾祖張繼祖；祖父張洪觀；父張思佐，母程氏。严侍下。